# Pequeño Nitro
Carlos Rodea Gómez, född 9 mars 1984 i Toluca de Lerdo i delstaten Mexiko, död där 3 maj 2024, var en mexikansk fribrottare, mera känd under artistnamnet Pequeño Nitro. Han brottades inom den mexikanska stilen lucha libre och tillhörde mellan 2009 och 2020 Consejo Mundial de Lucha Libre (CMLL).
Pequeño Nitro tillhörde Pequeño Estrellas-divisionen, även ibland kallad Minis; detta är en särskild division för kortväxta och lättviktiga fribrottare som funnits sedan 1992. Namnet fick han av fribrottaren Nitro, med idén att han skulle vara en liten och yngre version av honom själv samt bli medlem i Nitros kollektiv Los Rebeldes Tuareg.
Pequeño Nitro brottades iförd fribrottningsmask och hans identitet var inte känd av allmänheten, något som är vanligt inom lucha libre. Hans identitet avslöjades inte förrän i samband med hans död. Genom hela karriären gestaltade han en rudo, en ond karaktär, att jämföra med termen heel inom amerikansk fribrottning. Motsvarigheten till rudo är tecnico, en god karaktär som utgör en rudos motståndare.
I ringen vann han publikens tillgivenhet och sina brottarkollegors respekt och sågs under sina aktiva år som en av de mest tekniskt skickliga brottarna i sin division.
Pequeño Nitro tränades av Franco Colombo, El Hijo del Gladiador (Arturo Bernstáin) och El Satánico.

## Biografi

### Karriärstart
Pequeño Nitro introducerades i CMLL i juli 2009 och refererade till Nitro som sin far, men de hade i själva verket ingen familjerelation. Han har uppgivit att han brottats professionellt redan sedan 2005, men det är okänt under vilket namn eller som vilken karaktär han då uppträdde. Efter debuten 2009 brottades han i de inledande matcherna på evenemangen, och syntes dessutom ofta till i olika segment tillsammans med de övriga medlemmarna i Nitros grupp. Han presenterades som 160 centimeter lång och 65 kilo tung.
År 2010 vann han genom att besegra nio andra fribrottare Pequeños Reyes del Aire, en årlig match med många deltagare där nästan alla brottare i Pequeño Estrellas-divisionen deltar. Matcherna, som kallas cibernéticos, är i eliminationsformat och brottare blir eliminerade en efter en genom pinfall eller submission, att likna med World Wrestling Entertainments Royal Rumble. Priset utgörs av en pokal snarare än en titel eller bälte.

### Utveckling
Den 18 maj 2011 brottades Pequeño Nitro i sitt första pay-per-view-evenemang, Homenaje a Dos Leyendas. Han deltog i kvällens första match, en tre-mot-tre, klassisk lucha libre-match, tecnicos mot rudos. Hans lag, bestående av honom själv, Pequeño Violencia och Pierrothito, besegrades av Astral, Eléctrico och Último Dragoncito. Matchen fick mycket goda recensioner från experter och journalister.
År 2012 besegrade Pequeño Nitro fribrottaren Aéreo i en lucha de apuestas, en typ av vadslagningsmatch. I det här fallet var det fribrottarnas masker som stod på spel. Pequeño Nitro besegrade Aéreo, och denne fick ta av sig masken permanent och avslöja sitt namn, sin födelseort och hur länge han brottats professionellt, som sedvanligt är vid förlust i denna typ av match. Den 13 augusti utmanade han Eléctrico för hans titelbälte Campeonato Nacional Ligero men förlorade matchen. Under Arena Coliseos 71-årsjubileum, den 6 april 2014, deltog han i en annan lucha de apuestas, denna gång av matchtypen Domo de la Muerte, då brottarna blir inlåsta i en bur vid matchens början och den som blir sist kvar och inte lyckas klättra ut ur buren förlorar. Tio fribrottare i Pequeño Estrellas-divisionen deltog i matchen; Pequeño Nitro lyckades som siste man ta sig ut ur buren och rädda sin mask, medan Pequeño Halcón blev sist kvar och förlorade sin mask. Den 13 juni 2015, 29 augusti 2015 och 2 januari 2016 besegrade han återigen Aéreo i singelmatcher.
Pequeño Nitro gick under sin karriär sammanlagt 396 matcher för Consejo Mundial de Lucha Libre. Hans sista match inom förbundet gick han den 7 februari 2020, då han tillsammans med Pierrothito förlorade en match mot Shockercito och Último Dragoncito. Under 2010, 2011, 2012, 2017 och 2018 snittade han på en tv-sänd match i veckan för förbundet.

### Senare år
Consejo Mundial de Lucha Libre tog en paus i mitten av mars 2020 på grund av covid-19-pandemin, men när man åter öppnade upp verksamheten inför tomma läktare fanns Pequeño Nitro inte längre med på evenemangen. Han drogs med knäskador, främst i korsband, och han brottades bara två matcher under 2021 – båda under hösten och på mindre gatuevenemang. Det finns ingen dokumentation att han ska ha brottats under 2022.
Han skulle dock komma att återvända till ringen 2023 och brottades då några matcher under sommaren. Detta var dock inte i Consejo Mundial de Lucha Libre, utan på mindre oberoende evenemang i Michoacán och Ciudad Nezahualcóyotl, förvisso arrangerade av CMLL-veteranen Rey Bucanero. Varför Pequeño Nitro inte återvände till CMLL är inte känt. En brottare och tränare vid namn Elote Malvado har hävdat att avståndstagandet var frivilligt från Pequeño Nitros håll. Någon gång under hösten 2023 drabbades han av ytterligare en knäskada, som denna gång ansågs kunna innebära slutet på hans karriär.
Det är värt att notera att Nitro i april 2022 introducerade en ny brottare under namnet Pequeño Nitro. Denne nye brottare har dock inte gjort något väsen av sig sedan tillkännagivandet och har inte några dokumenterade matcher vid större evenemang, vare sig oberoende eller för CMLL. Det är okänt om denne fortfarande är aktiv eller använder namnet.

## Död och eftermäle
Pequeño Nitro påträffades död i sin hemstad Toluca de Lerdo den 3 maj 2024. Dödsfallet tillkännagavs för allmänheten först den 19 maj 2024, av Pequeño Nitros svåger, brottaren Damián Ramos (känd under ringnamnet Demus 3:16), på Facebook och X/Twitter. Demus är gift med Pequeño Nitros syster.
Det har avslöjats att Pequeño Nitros många knäskador och fotledsfrakturer drev honom in i en mycket djup depression eftersom han inte längre kunde brottas och att han då föll in i allvarlig alkoholism. Enligt hans släktingar hade han före skadorna inga problem med alkohol, utan insjuknandet i beroendet gick mycket snabbt det sista året. Detta är en inte ovanlig konsekvens för fribrottare som inte får rätt stöd. Trots hans släktingars försök att hjälpa honom vägrade Pequeño Nitro att ta emot stöd, och mot slutet av sitt liv hade han lämnat sitt hem och sin familj och levde på gatan i missbrukarkretsar.
Hans kropp påträffades den 3 maj av ospecificerade mexikanska myndigheter, men familjen identifierade inte kroppen förrän den 14 maj. Den definitiva dödsorsaken har inte bekräftats.

Pierrothito, Pequeño Nitros äldre vän och kollega under många år, uttalade sig: 
| ” | Vilken hemsk nyhet. En bra vän och en bra brottare. Gud har honom i sin himmel. Vila i frid, jag ber till Gud för ett värdigt avsked till hans familj. En stark kram till min lillebror. | „ |

Demus skrev: 
| ” | Man vet aldrig hur historien slutar. Och jag tror att alla lever som de vill nu. Jag vet att du är okej, svåger, vila i frid, Pequeño Nitro 1. Må han vila i frid, må det finnas frid och omedelbar lättnad för min familj, min syster och mina brorsöner. | „ |

 Pequeño Nitros före detta arbetsgivare, Consejo Mundial de Lucha Libre, vare sig uppmärksammade officiellt Pequeño Nitros död eller hedrade honom, trots att han brottats för dem i elva år. Däremot brottades de unga Pequeño Estrellas-brottarna Full Metal och Pequeño Polvora i masker som hedrade honom, med ena halvan av masken med Pequeño Nitros design, under ett evenemang tisdagen den 21 maj 2024. Aéreo, Pequeño Nitros tidigare rival, gjorde detsamma den 25 maj 2024.
Pequeño Nitro efterlämnade hustru och två barn samt en syster.